# Sakhsābād
Sakhsābād (persiska: سخس آباد) är en ort i Iran.   Den ligger i provinsen Qazvin, i den nordvästra delen av landet, 140 km väster om huvudstaden Teheran. Sakhsābād ligger 1 220 meter över havet och antalet invånare är 259.
Terrängen runt Sakhsābād är platt, och sluttar österut. Runt Sakhsābād är det ganska tätbefolkat, med 108 invånare per kvadratkilometer. Närmaste större samhälle är Shāl, 12,2 km sydväst om Sakhsābād. Trakten runt Sakhsābād består i huvudsak av gräsmarker.